# Safety Harbor Resort & Spa
Le Safety Harbor Resort & Spa est un hôtel américain situé à Safety Harbor, en Floride. Ouvert en 1925, il est membre des Historic Hotels of America depuis 2012.